# Šídlo rašelinné
Šídlo rašelinné (Aeshna subarctica) patří mezi vážky z čeledi šídlovití (Aeshnidae). Vyskytuje se v chladném pásmu Evropy a Severní Ameriky. V České republice se řadí mezi kriticky ohrožené druhy.  Jedná se o velký druh šídla s rozpětím křídel až 10,5 cm.

## Poddruhy
- Aeshna subarctica elisabethae Djakonov 1922
- Aeshna subarctica subarctica Walker, 1908 [3]

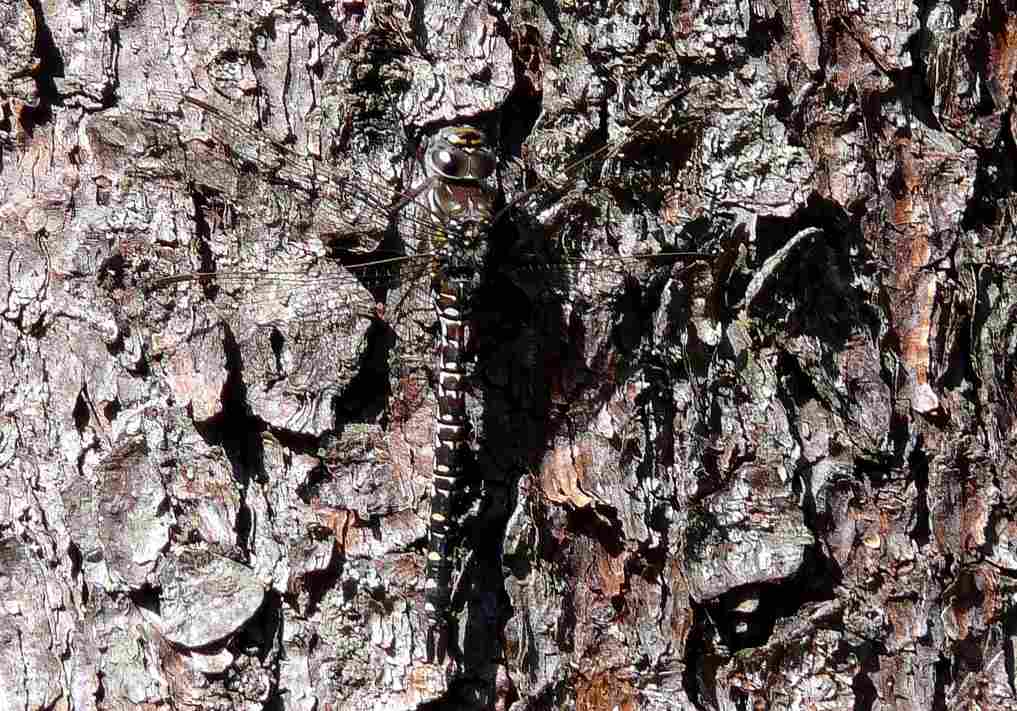
Samička šídla rašelinného